# Liste der Lieder von Frida Gold
Dies ist eine Liste der aufgenommenen und veröffentlichten Lieder der deutschen Dance-Pop-Band Frida Gold. Die Reihenfolge der Titel ist alphabetisch sortiert. Sie gibt Auskunft über die Urheber und auf welchem Tonträger die Stücke erstmals zu finden sind. Ausgenommen in dieser Liste sind Medleys, Remixe und eigene Neuauflagen (Coverversionen) ohne wechselnde Besetzung.

## Eigenkompositionen

### #
| Titel       | Autoren                                                                  | Album                    | Jahr |
| ----------- | ------------------------------------------------------------------------ | ------------------------ | ---- |
| 6 Billionen | Robin Grubert, Billy Mann, David Schüler, Alina Süggeler, Andreas Weizel | Liebe ist meine Religion | 2013 |

### A
| Titel        | Autoren                                    | Album                | Jahr |
| ------------ | ------------------------------------------ | -------------------- | ---- |
| Alaska       |                                            | Frida EP             | 2009 |
| Amour de soi | Axel Bosse, Alina Süggeler, Andreas Weizel | Juwel (Gold-Edition) | 2011 |
| Andis Song   | Alina Süggeler                             | Alina                | 2016 |
| Aufgewacht   | Axel Bosse, Alina Süggeler, Andreas Weizel | Juwel                | 2010 |

### B
| Titel          | Autoren                                       | Album                | Jahr |
| -------------- | --------------------------------------------- | -------------------- | ---- |
| Breathe On     | Alina Süggeler, Andreas Weizel                | Juwel (Gold-Edition) | 2011 |
| Burn the Boats | Robin Grubert, Alina Süggeler, Andreas Weizel | Alina                | 2016 |

### C
| Titel             | Autoren                                    | Album | Jahr |
| ----------------- | ------------------------------------------ | ----- | ---- |
| Cold Hearted Baby | Axel Bosse, Alina Süggeler, Andreas Weizel | Juwel | 2011 |

### D
| Titel                          | Autoren                                  | Album                    | Jahr |
| ------------------------------ | ---------------------------------------- | ------------------------ | ---- |
| DBNMMF                         | Alina Süggeler, Andreas Weizel           | Alina                    | 2016 |
| Deine Liebe                    | Robin Grubert, Alina Süggeler            | Liebe ist meine Religion | 2013 |
| Denn Liebe ist…                | Alina Süggeler, Andreas Weizel           | Juwel                    | 2011 |
| Die Dinge haben sich verändert | Axel Bosse, Guy Chambers, Alina Süggeler | Liebe ist meine Religion | 2013 |

### G
| Titel              | Autoren                        | Album                    | Jahr |
| ------------------ | ------------------------------ | ------------------------ | ---- |
| Grosse Erwartungen | Alina Süggeler, Andreas Weizel | Liebe ist meine Religion | 2013 |

### H
| Titel      | Autoren                                       | Album                    | Jahr |
| ---------- | --------------------------------------------- | ------------------------ | ---- |
| Himmel     | Robin Grubert, Alina Süggeler, Andreas Weizel | Alina                    | 2016 |
| Himmelblau | Robin Grubert, Alina Süggeler                 | Liebe ist meine Religion | 2013 |

### I
| Titel                  | Autoren                                       | Album                    | Jahr |
| ---------------------- | --------------------------------------------- | ------------------------ | ---- |
| Ich hab Angst          | Robin Grubert, Alina Süggeler, Andreas Weizel | Alina                    | 2016 |
| Im nächsten Leben      | Guy Chambers, Robin Grubert, Alina Süggeler   | Liebe ist meine Religion | 2013 |
| Im Rausch der Gezeiten | Guy Chambers, Alina Süggeler, Andreas Weizel  | Liebe ist meine Religion | 2013 |
| In My Sleep            | Robin Grubert, Alina Süggeler, Andreas Weizel | Alina                    | 2016 |

### K
| Titel                 | Autoren                                    | Album | Jahr |
| --------------------- | ------------------------------------------ | ----- | ---- |
| Komm zu mir nach Haus | Axel Bosse, Alina Süggeler, Andreas Weizel | Juwel | 2011 |

### L
| Titel    | Autoren                                       | Album                    | Jahr |
| -------- | --------------------------------------------- | ------------------------ | ---- |
| Langsam  | Alina Süggeler, Andreas Weizel                | Alina                    | 2016 |
| Leuchten | Robin Grubert, Alina Süggeler, Andreas Weizel | Liebe ist meine Religion | 2013 |

### M
| Titel    | Autoren                                         | Album                    | Jahr |
| -------- | ----------------------------------------------- | ------------------------ | ---- |
| Miss You | Rick Nowels, Alina Süggeler                     | Liebe ist meine Religion | 2013 |
| Morgen   | Andre Pittelkau, Alina Süggeler, Andreas Weizel | Juwel                    | 2011 |

### N
| Titel                | Autoren        | Album | Jahr |
| -------------------- | -------------- | ----- | ---- |
| Nackt vor deiner Tür | Alina Süggeler | Juwel | 2011 |

### R
| Titel           | Autoren                                       | Album                    | Jahr |
| --------------- | --------------------------------------------- | ------------------------ | ---- |
| Rebel in Chanel | Alina Süggeler, Andreas Weizel                | Alina                    | 2016 |
| Rosegarden      | Robin Grubert, Alina Süggeler                 | Liebe ist meine Religion | 2013 |
| Run Run Run     | Robin Grubert, Alina Süggeler, Andreas Weizel | Alina                    | 2016 |

### S
| Titel                            | Autoren    | Album   | Jahr |
| -------------------------------- | ---------- | ------- | ---- |
| Sie (KC Rebell feat. Frida Gold) |            | Abstand | 2016 |
| Sommer lang (Bosse feat. Frida)  | Axel Bosse | Taxi    | 2009 |

### T
| Titel                  | Autoren                                       | Album                    | Jahr |
| ---------------------- | --------------------------------------------- | ------------------------ | ---- |
| The Time Is Always Now | Robin Grubert, Alina Süggeler, Andreas Weizel | Liebe ist meine Religion | 2013 |

### U
| Titel                     | Autoren                                          | Album | Jahr |
| ------------------------- | ------------------------------------------------ | ----- | ---- |
| Undercover                | Michelle Leonard, Alina Süggeler, Andreas Weizel | Juwel | 2011 |
| Unsere Liebe ist aus Gold | Alina Süggeler, Andreas Weizel                   | Juwel | 2011 |

### V
| Titel             | Autoren                        | Album | Jahr |
| ----------------- | ------------------------------ | ----- | ---- |
| Verständlich sein | Alina Süggeler, Andreas Weizel | Juwel | 2010 |

### W
| Titel                    | Autoren                                                   | Album            | Jahr |
| ------------------------ | --------------------------------------------------------- | ---------------- | ---- |
| Waffen und Pferde        | Alina Süggeler, Andreas Weizel                            | Juwel            | 2011 |
| Wenn ich mit dir schlafe | Axel Bosse                                                | Frida EP         | 2009 |
| Wer einmal lügt          | Alina Süggeler, Andreas Weizel                            | Alina            | 2016 |
| Wir sind zuhaus          | Robin Grubert, Alina Süggeler, Andreas Weizel             | Alina            | 2016 |
| Wovon sollen wir träumen | Axel Bosse, Julian Cassel, Alina Süggeler, Andreas Weizel | Frida EP / Juwel | 2009 |

### Z
| Titel                 | Autoren                                       | Album            | Jahr |
| --------------------- | --------------------------------------------- | ---------------- | ---- |
| Zeig mir wie du tanzt | Alina Süggeler, Andreas Weizel                | Frida EP / Juwel | 2009 |
| Zurück zu mir         | Robin Grubert, Alina Süggeler, Andreas Weizel | Alina            | 2016 |

## Coverversionen
| Titel                     | Autoren                                                                                         | Album                    | Jahr |
| ------------------------- | ----------------------------------------------------------------------------------------------- | ------------------------ | ---- |
| Gold                      | Alexander Freund, Gary Kemp                                                                     | Juwel (Gold-Edition)     | 2011 |
| Liebe ist meine Rebellion | Filippo Carmeni, Robin Grubert, Maurizio Molella, Gala Rizzatto, Alina Süggeler, Andreas Weizel | Liebe ist meine Religion | 2013 |
| Only Girl (In the World)  | Cristyle Johnson, Stargate, Sandy Wilhelm                                                       | Juwel (Gold-Edition)     | 2011 |
| Trautes Heim              | Sherman-Brüder                                                                                  | Giraffenaffen 3          | 2014 |